# Mallorca Championships 2021
Mallorca Championships 2021 byl tenisový turnaj pořádaný jako součást mužského okruhu ATP Tour, který se odehrával na otevřených travnatých dvorcích v Mallorca Country Clubu. Probíhal mezi 20. až 26. červnem 2021 v západomallorském přímořském letovisku Santa Ponsa jako úvodní ročník turnaje.
Turnaj měl být hrán již v sezóně 2020, ale kvůli pandemii covidu-19 se neuskutečnil. Jednalo se o první travnatou událost ATP Tour hranou ve Španělsku a první mužskou na Mallorce od roku 2002, kdy byl Majorca Open přemístěn do Valencie. V letech 2016–2019 se v témže areálu konal také ženský Mallorca Open.
Turnaj s rozpočtem 783 655 eur patřil do kategorie ATP Tour 250. Nejvýše nasazeným hráčem ve dvouhře se stal druhý tenista světa Daniil Medveděv z Ruska. Jako poslední přímý účastník do hlavní singlové soutěže nastoupil 81. hráč žebříčku, Ital Salvatore Caruso. Divokou kartu do čtyřhry přijala singlová světová jednička Novak Djoković.
Jedenáctý singlový a první travnatý titul na okruhu ATP Tour vybojoval Daniil Medveděv. Čtyřhru vyhrál italsko-argentinský pár Simone Bolelli a Máximo González, jehož členové získali třetí společnou trofej.

## Rozdělení bodů a finančních odměn

### Rozdělení bodů
| Soutěž  | vítězové | finalisté | semifinalisté | čtvrtfinalisté | 16 v kole | 32 v kole | Q  | Q2 | Q1 |
| ------- | -------- | --------- | ------------- | -------------- | --------- | --------- | -- | -- | -- |
| dvouhra | 250      | 150       | 90            | 45             | 20        | 0         | 12 | 6  | 0  |
| čtyřhra | 250      | 150       | 90            | 45             | 0         | —         | —  | —  | —  |

### Finanční odměny
| Soutěž                              | vítězové | finalisté | semifinalisté | čtvrtfinalisté | 16 v kole | 32 v kole | Q2      | Q1      |
| ----------------------------------- | -------- | --------- | ------------- | -------------- | --------- | --------- | ------- | ------- |
| dvouhra                             | 70 620 € | 50 630 €  | 36 040 €      | 24 030 €       | 15 450 €  | 9 295 €   | 4 540 € | 2 360 € |
| čtyřhra                             | 26 370 € | 18 880 €  | 12 440 €      | 8 080 €        | 4 740 €   | —         | —       | —       |
| částka ve čtyřhře je uvedena na pár |          |           |               |                |           |           |         |         |

## Dvouhra mužů

### Nasazení
| Stát                           | Hráč                  | ATP | Nasazení |
| ------------------------------ | --------------------- | --- | -------- |
| Rusko                          | Daniil Medveděv       | 2.  | 1.       |
| Rakousko                       | Dominic Thiem         | 5.  | 2.       |
| Španělsko                      | Roberto Bautista Agut | 10. | 3.       |
| Španělsko                      | Pablo Carreño Busta   | 12. | 4.       |
| Norsko                         | Casper Ruud           | 15. | 5.       |
| Rusko                          | Karen Chačanov        | 27. | 6.       |
| Francie                        | Ugo Humbert           | 31. | 7.       |
| Srbsko                         | Dušan Lajović         | 40. | 8.       |
| Žebříček ATP k 14. červnu 2021 |                       |     |          |

### Jiné formy účasti
Následující hráči obdrželi divokou kartu do hlavní soutěže:
- Roberto Bautista Agut
- Daniil Medveděv
- Dominic Thiem

Následující hráči postoupili z kvalifikace:
- Roberto Carballés Baena
- Lukáš Klein
- Nicola Kuhn
- Lucas Pouille

### Odhlášení
před zahájením turnaje
- Jérémy Chardy → nahradil jej  Stefano Travaglia
- Federico Delbonis → nahradil jej  Corentin Moutet
- Nick Kyrgios → nahradil jej  Jiří Veselý

v průběhu turnaje
- Ugo Humbert

### Skrečování
- Dominic Thiem

## Mužská čtyřhra

### Nasazení
| Stát                                                                                    | Hráč              | Stát      | Hráč             | ATP | Nasazení |
| --------------------------------------------------------------------------------------- | ----------------- | --------- | ---------------- | --- | -------- |
| Španělsko                                                                               | Marcel Granollers | Argentina | Horacio Zeballos | 18. | 1.       |
| Nový Zéland                                                                             | Marcus Daniell    | Rakousko  | Philipp Oswald   | 82. | 2.       |
| Rakousko                                                                                | Oliver Marach     | Pákistán  | Ajsám Kúreší     | 85. | 3.       |
| Itálie                                                                                  | Simone Bolelli    | Argentina | Máximo González  | 91. | 4.       |
| Žebříček ATP k 14. červnu 2021; číslo je součtem žebříčkového postavení obou členů páru |                   |           |                  |     |          |

### Jiné formy účasti
Následující páry obdržely divokou kartu do hlavní soutěže:
- Novak Djoković /  Carlos Gómez-Herrera
- Marc López /  Jaume Munar

Následující pár nastoupil z pozice náhradníka:
- Guido Pella /  João Sousa

### Odhlášení
před zahájením turnaje
- Wesley Koolhof /  Jean-Julien Rojer → nahradili je  Jonatan Erlich /  Andrej Vasilevskij
- Tim Pütz /  Michael Venus → nahradili je  Adrian Mannarino /  Miguel Ángel Reyes-Varela
- Sander Gillé /  Joran Vliegen → nahradili je  Roman Jebavý /  Jiří Veselý
- Pablo Andújar /  Pablo Carreño Busta → nahradili je  Guido Pella /  João Sousa

## Přehled finále

### Mužská dvouhra
- Daniil Medveděv vs.  Sam Querrey, 6–4, 6–2

### Mužská čtyřhra
- Simone Bolelli /  Máximo González vs.  Novak Djoković /  Carlos Gómez-Herrera, bez boje